# Върхари (област Благоевград)
 Тази статия е за заличеното село в Югозападна България.  За другото българско село вижте Върхари.  
Върха̀ри е историческо село в Югозападна България, намирало се в община Белица, област Благоевград. То е разположено на 1478 метра надморска височина. Първоначално се нарича Кьорово и до 1955 г. е махала на село Бабяк. През 1982 г. е преименувано на Върхари. През 2001 г. е закрито, като землището му е присъединено към това на село Черешово.

## Население
| Върхари                                      | Върхари | Върхари | Върхари | Върхари | Върхари | Върхари | Върхари | Върхари | Върхари | Върхари | Върхари | Върхари | Върхари |
| -------------------------------------------- | ------- | ------- | ------- | ------- | ------- | ------- | ------- | ------- | ------- | ------- | ------- | ------- | ------- |
| година                                       | 1956    | 1965    | 1975    | 1985    | 1992    | 2001    |         |         |         |         |         |         |         |
| население                                    | 161     | 242     | 215     | 67      | 0       | 7       |         |         |         |         |         |         |         |
| Източници: Национален статистически институт |         |         |         |         |         |         |         |         |         |         |         |         |         |